# Flor Almón
María Flor Almón Fernández (Motril, 15 de enero de 1971) es una política española del Partido Socialista Obrero Español (PSOE) que desempeñó el cargo de alcaldesa de Motril entre 2015 y 2019. Fue diputada de la viii y ix legislaturas del Parlamento de Andalucía.

## Biografía
Nacida el 15 de enero de 1971 en Motril (provincia de Granada), se afilió al Partido Socialista Obrero Español (PSOE) en 1992. Se licenció en Ciencias Políticas, especialidad en Relaciones Internacionales, en 1995 por la Universidad Complutense de Madrid. En 2008 se convirtió en secretaria general de la agrupación socialista de Motril en sustitución de Manuel García Albarral. Es vocal de la Comisión Ejecutiva Regional del PSOE de Andalucía (CER).
Diputada en el Parlamento de Andalucía en la viii y ix legislaturas, formó parte de las Comisiones de Medio Ambiente; Presidencia; Cultura; Educación; Fomento; Turismo y Deporte (vicepresidenta) y RTVA. En 2011 se convirtió en portavoz del Grupo Municipal Socialista en el Ayuntamiento de Motril desde 2011. 
Fue investida alcaldesa de Motril en 2015, reemplazando a Luisa García Chamorro (PP), tras llegar a un pacto de gobierno con el Partido Andalucista y lograr el apoyo en la investidura de Izquierda Unida.
En 2019 pasó a la oposición y desde entonces ejerce de portavoz del Grupo Municipal Socialista en el Ayuntamiento de Motril.